# Kagiso Modupe
Kagiso Modupe, es un actor y productor sudafricano. Es más conocido por su actuación en Losing Lerato, Gog 'Helen y Unpredictable Romance.

## Carrera profesional
En el 2019, protagonizó la película Losing Lerato como Thami, la cual fue financiada por él y su esposa Liza. La película se proyectó en cines de Sudáfrica y Suazilandia. No se proyectó en Botsuana debido a trámites burocráticos. Losing Lerato recibió elogios de la crítica y ganó seis premios en el Festival Internacional de Cine Idyllwild en California. Kagiso ganó en la categoría Mejor Actor, Samela Tyelbooi ganó como Mejor Actriz y su hija Tshimollo, ganó el premio a la Mejor Interpretación Infantil. Además, la película ganó el premio Golden Era Humanitarian Narrative, el premio a la mejor partitura original y el premio al favorito del festival.
Dobló la voz de "Tyler Perry" de Mzansi. También actuó en la serie de televisión Scandal! como 'Mangaliso "Mangi" Nyathi'.
Por otra parte, ha publicado el libro Along Came Tsakani.

## Filmografía
| Año  | Título                | Rol                             | Tipo                     |
| ---- | --------------------- | ------------------------------- | ------------------------ |
| 2006 | The Good Fight        | Red Jacket, Productor ejecutivo | Película para televisión |
| 2012 | Gog' Helen            | Policía                         | Película                 |
| 2013 | Scandal!              | Mangaliso "Mangi" Nyathi        | Serie de televisión      |
| 2014 | Step Up to a Start Up | Rorisang Selepe                 | Película                 |
| 2017 | Unpredictable Romance | Mpumelo                         | Película                 |
| 2019 | Losing Lerato         | Thami                           | Película                 |

## Vida personal
Modupe está casado con Liza Lopes, productora de cine. La pareja tiene dos hijas. Su hija mayor, Tshimollo actuó con él en Losing Lerato como 'Lerato'.